# Ambongia
 (juin 2025).
Si vous disposez d'ouvrages ou d'articles de référence ou si vous connaissez des sites web de qualité traitant du thème abordé ici, merci de compléter l'article en donnant les références utiles à sa vérifiabilité et en les liant à la section « Notes et références ».
Pour les articles homonymes, voir Ambongia (homonymie).
Genre
Espèce
Classification APG III (2009)
Ambongia est un genre de plantes à fleurs de la famille des Acanthacées. Il ne contient qu'une seule espèce (genre monotypique), Ambongia perrieri, endémique de Madagascar.

## Liste des espèces
- Ambongia perrieri Benoist